# 港诡实录
《港诡实录》是一款由Ghostpie Studio开发并由Gamera Game发行在Microsoft Windows平台上的第一人称恐怖游戏。游戏取材自香港的民间都市傳說，玩家将扮演一个探灵节目《逃出灵界点》的节目组成员，在前往九龙城寨遗址录制节目时发生灵异情况，玩家需要通过重重困难逃离险境。游戏除了试图还原九龙城寨的原貌和展现香港文化习俗，还为游戏增加粤语配音，力图给予游戏更浓厚的香港环境氛围。
游戏最初项目名为《牛一》，2019年10月宣布更名为现名称，并且《牛一》会作为游戏的追加下载内容于日后公布。游戏于2020年1月6日发售，在发售后在Steam商店上获得“多半好评”。

## 劇情
主角趙偉樂與陳嘉慧分別為靈異節目《逃出靈界點》的攝影師與女主持，有一次來到九龍城寨遺址拍攝節目，錄製時陳嘉慧突然遭到怨靈擄走，後來尋獲時她已遭到附身，為救陳嘉慧，趙偉樂一方面須躲避怨靈的追殺，一方面則聽從電話裡神秘人物的指示，後來到城寨的某處尋找一個婆婆，在婆婆的幫助下，主角趁著每年盂蘭節七月十四日怨靈固定來訪的期間，以符咒去除了怨靈，陳嘉慧也回復正常。後來陳嘉慧便與主角開始交往，但隨時間過去，陳嘉慧的精神狀態及意識又漸漸變得不太對勁。
三個月後，陳嘉慧留下了訊息給主角後便消失無蹤，主角只好每日晚上留在公司尋找陳嘉慧的訊息。此時神秘人物再度來電，要主角回去看先前拍攝時所使用的DV攝影機，主角查看後立即墜入異空間。本階段分為二個階段，第一階段為花旦分屍案現場，主要面對怪物為六足傀儡木偶，第二階段為慈香邨，主要面對怪物為紅衣女鬼。在尋人過程中主角也發現過去採訪的同劇組人員若非失蹤就是已死於非命，他自己則不斷按照神秘人物的指示行動，他也認出來該神秘人物實為節目聘請的通靈師與顧問「鬼姐」。趙偉樂依照「鬼姐」指引突破重重關卡，眼看就要尋獲陳嘉慧，但沒想到才發現「鬼姐」何婉燕實為幕後黑手，其真實目的是想藉由詛咒DV攝影機的力量一舉打破陰陽世界的阻隔。劇末陳嘉慧再度出現，要主角唯有尋找到「雪兒」才能阻止鬼姐，但她隨即再度被怨靈附身襲擊主角。遊戲在此結束，末尾的字幕則顯示故事未完，未來尚有後續發展。

## 取材
除了九龍城寨，場景還包括粵劇戲棚、港式屋邨等。

## 配音
遊戲提供普通话及粤语双语配音，普通话配音陣容有陈张太康（飾趙偉樂）及贺文潇（飾陳嘉慧）等，粤语配音陣容则有闲踏梧桐等。

## 爭議
有傳媒在遊戲公佈初期曾幫助《港詭實錄》宣傳，但後來卻沒有收到後期的測試邀請。
製作團隊2019年10月31日（時值香港反修例運動期間）於其官方微博發表宣傳文時曾形容團隊「來自中國香港」，此文一方面引起中國大陸網民聯想到當年年初臺灣遊戲《還願》的政治爭議，亦被部分香港網民質疑討好中國大陸。
此後遊戲開發商的facebook專頁不再更新，而其官方微博在遊戲發售一周年仍有更新促銷推廣活動，至2021年1月止。